# Mustapha Kouici
Mustapha Kouici (M'doukel, 16 aprile 1954) è un ex calciatore algerino, di ruolo terzino.

## Carriera
Con la Nazionale algerina ha preso parte ai Mondiali 1982.